# Metaliststadion
Het Oblasny Sportivny Komplex (OSK) Metalist (Oekraïens: Обласний Спортивний Комплекс Металіст), kortweg het Metalist Stadion (Oekraïens: Стадіон Металіст) genoemd, is een multifunctioneel stadion in de Oekraïense stad Charkov. Het wordt vooral gebruikt voor voetbalwedstrijden en is de thuisbasis van Metalist Charkov en Metalist 1925 Charkov. Het stadion, dat plaats biedt aan 38.633 bezoekers, is een van de stadions waarin wedstrijden van het Europees kampioenschap voetbal 2012 zijn gespeeld.

## Geschiedenis
De bouw van het stadion begon in 1925. Bij de opening op 12 september 1926 kreeg het de naam "Traktorstadion" omdat het werd gesponsord door de lokale tractorfabriek. Deze naam werd in 1949 gewijzigd in "Dzerzhinets-stadion" toen het stadion werd vernoemd naar Feliks Dzerzjinski, oprichter van de Tsjeka. Tot aan 1967 had het stadion een capaciteit van ongeveer 10.000 plaatsen.

## Renovaties
Het stadion heeft vier renovaties ondergaan, waarvan de eerste plaatsvond in het midden van de jaren zestig. Hierbij werd het westelijke gedeelte van het stadion vernieuwd. De tweede renovatie vond plaats in de jaren zeventig en duurde vier jaar. In deze periode werden aan de noord- en zuidzijde tribunes toegevoegd waardoor de capaciteit werd vergroot naar 30.000 plaatsen. Ook werd het stadion overdekt, werden een drainagesysteem, verlichting en een informatiebord toegevoegd, en werd een hotel onder de noordtribune gebouwd.
In 1979 begon een derde renovatie om de oost- en zuidtribune te vernieuwen, maar na de sloop van de zuidtribune in dit jaar werden de werkzaamheden gestaakt tot in 1998. Bij het hervatten van de verbouwing werden een nieuwe oosttribune en een gedeeltelijk gerenoveerde zuidtribune gebouwd.
De vierde verbouwing van het Metaliststadion vond plaats vanwege de voorbereiding op het EK 2012 in Groep B. Er werden enkele volledig nieuwe tribunes gebouwd, waarmee de capaciteit werd verhoogd tot 38.633. Ook werd het dak vervangen en werden de nodige moderniseringen en esthetische verbeteringen doorgevoerd.
Op 5 december 2009 werd het gerenoveerde stadion feestelijk geopend op de dag van het vijftigjarig jubileum van de voorzitter van Metalist Charkov, Oleksandr Yaroslavsky.

## Europees kampioenschap voetbal 2012
Het stadion is een van de locaties voor de UEFA Euro 2012. Drie wedstrijden van Groep B zijn hier gespeeld:
| Datum        | Tijd (MEZT / OEZT) | Team 1    | Res. | Team 2     | Ronde   | Toeschouwers |
| ------------ | ------------------ | --------- | ---- | ---------- | ------- | ------------ |
| 9 juni 2012  | 18:00 / 19:00      | Nederland | 0–1  | Denemarken | Groep B | 35.923       |
| 13 juni 2012 | 20.45 / 21.45      | Nederland | 1–2  | Duitsland  | Groep B | 35.000       |
| 17 juni 2012 | 20.45 / 21.45      | Portugal  | 2–1  | Nederland  | Groep B | 37.445       |